# Aaron Ganal
Aaron Patrick Ganal Daguro (Andorra la Vieja, 25 de marzo de 2004) es un jugador profesional andorrano de baloncesto que mide 1,82 metros y juega en la posición de base, que pertenece a la plantilla de Morabanc Andorra de la liga ACB.

## Trayectoria deportiva
Nacido en Andorra la Vieja, Ganal comenzó su carrera como jugador las categorías inferiores del Fútbol Club Barcelona con el que debutó con apenas 17 años en las filas del Fútbol Club Barcelona en la Liga EBA en la temporada 2021-22. 
En julio de 2022, firma por el MoraBanc Andorra y posteriormente se marcharía cedido a las filas del Baloncesto Talavera en la Liga LEB Plata durante una temporada.
El 30 de agosto de 2023, firma por el Club Baloncesto Benicarló de la Liga LEB Plata, cedido por el conjunto andorrano.
En agosto de 2024, es confirmado como jugador del primer equipo del MoraBanc Andorra en su regreso a la Liga Endesa.